# Шумиловка (Мордовия)
Шумиловка  — поселок в составе  Бабеевского сельского поселения Темниковского района Республики Мордовия.

## География
Находится на расстоянии примерно 15 километров по прямой на юго-запад от районного центра города Темников.

## История
Основан в начале 1920-х годах как хутор, название по фамилии основателей. В 1931 году здесь было учтено 5 дворов.

## Население
Постоянное население составляло 6 человека (мордва-мокша 100%) в 2002 году, 7 в 2010 году .